# Paula Rego
Maria Paula Figueiroa Rego GCSE • GColCa • OBE, mais conhecida por Paula Rego (Lisboa, 26 de janeiro de 1935 — Londres, 8 de junho de 2022), foi uma pintora luso-britânica, condecorada pelo Governo Português e pela Rainha Isabel II.

## Biografia
Paula Rego nasceu em Lisboa a 26 de janeiro de 1935, no seio de uma família da alta burguesia, de tradição liberal e republicana, com ligações à cultura inglesa e francesa. Filha de José Fernandes Figueiroa Rego (1907-1966), engenheiro eletrotécnico, e de Maria de São José Avanti Quaresma de Paiva Figueiroa Rego (1909-2001), durante os seus primeiros três anos de vida viveu com os seus avós paternos, José Figueiroa Rego (1885 - ?) e Gertrudes Fernandes (1890 - 1943), na quinta que a sua família possuía na Ericeira, devido aos seus pais terem partido para Inglaterra a fim de terminarem os seus estudos académicos, criando aí as suas primeiras memórias de vida e umas das principais fontes de inspiração para as suas obras artísticas. Mais tarde, já com os seus pais de regresso a Portugal, foi diagnosticada com tuberculose, passando a residir, por recomendação médica, junto ao mar no Estoril e a passar os fins de semana na casa dos avós na Ericeira.

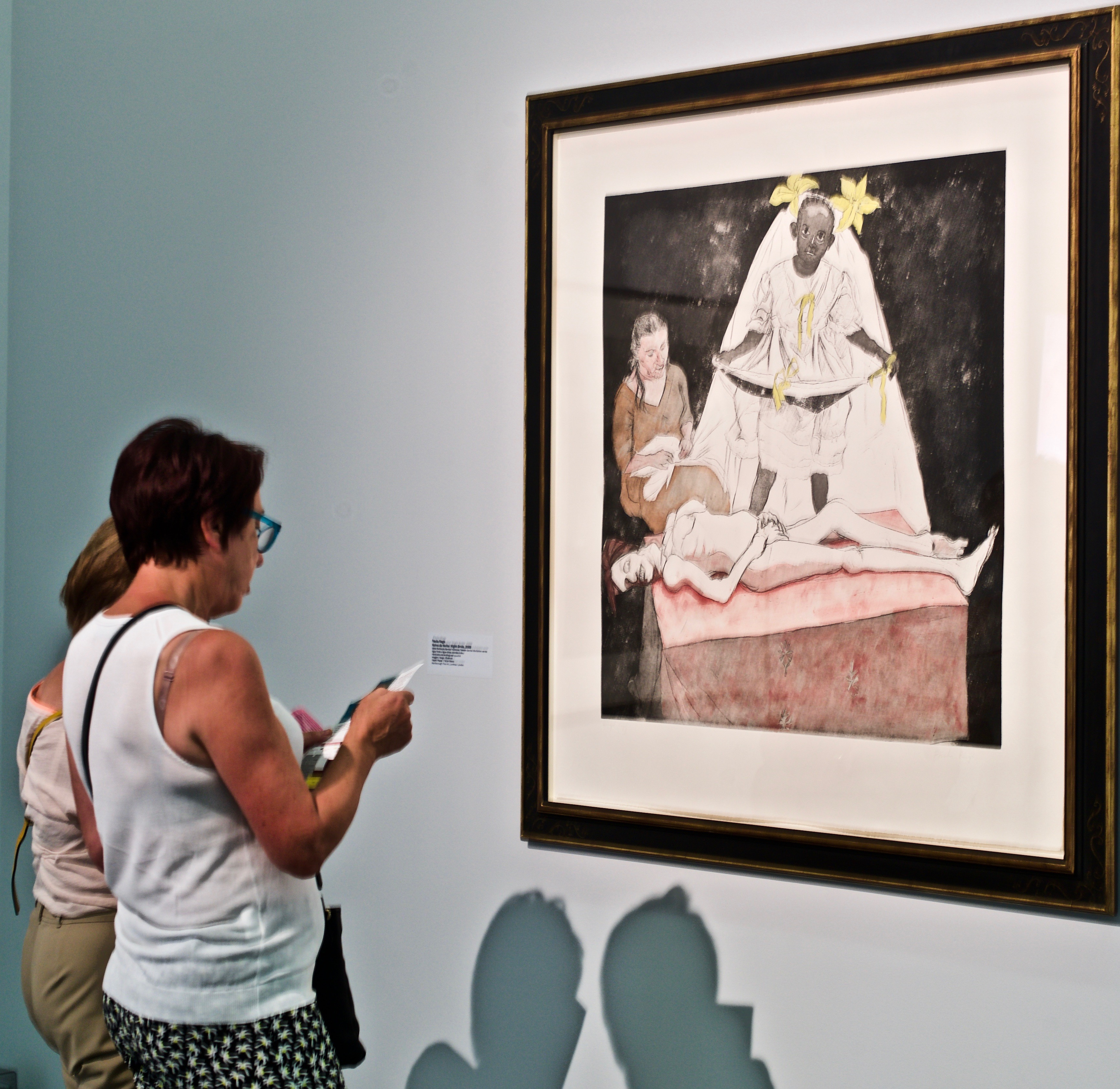
Let me read this text that explains the meaning of this, obra de Paula Rego exposta na Casa das Histórias, Cascais, Portugal

Recuperada da doença, iniciou os seus estudos no Colégio Integrado Monte Maior, em Loures, ingressando posteriormente, em 1945, na St. Julian's School, em Carcavelos, sendo o seu talento para a pintura reconhecido bastante cedo pelos seus professores. Após concluir o ensino secundário, incentivada pelo pai a prosseguir o seu desenvolvimento artístico fora do país e longe do regime salazarista, em 1952 partiu para Londres, onde estudou na Slade School of Fine Art até 1956 e conheceu o pintor inglês, nascido no Egipto e então estudante, Victor Willing (1928-1988), com quem passou a viver e se casou em 1959.
Regressada a Portugal em 1957, passou a residir na Ericeira com a sua família, continuando durante esse período a criar efusivamente novas obras e a participar ocasionalmente em exposições colectivas em Inglaterra, recebendo ainda em sua casa vários amigos e artistas como Michael Andrews e Peter Frederick Snow ou visitando a praia de Mil Regos diariamente com os seus três filhos Nick Willing, Caroline Willing e Victoria Willing. Ainda no mesma época, a pintora tornou-se bolseira da Fundação Calouste Gulbenkian e expôs colectivamente perante o público lisboeta em 1961, na II Exposição da Gulbenkian. Somente cinco anos depois, Paula Rego expôs individualmente pela primeira vez, na Galeria de Arte Moderna da Escola de Belas-Artes de Lisboa, em 1966, onde apresentou vários trabalhos relacionados com acontecimentos chocantes da vida política ibérica, como Cães de Barcelona, Gorgon, Retrato de Grimau ou Manifesto (por uma causa perdida), entusiasmando a crítica portuguesa.
Em princípios da década de 1970, com dificuldades financeiras, geradas pela falência da empresa familiar e a falta de remuneração pelo seu trabalho como artista, para além da progressão do débil estado de saúde de Victor Willing, a pintora viu-se obrigada a vender a Quinta Figueiroa Rego, algo que a marcou profundamente, radicando-se em Londres com o seu marido e filhos.
Em 1975, inspirada pelo universo literário dos contos populares portugueses, Paula Rego recebeu uma nova bolsa da Fundação Calouste Gulbenkian, começando a desenvolver uma intensa pesquisa, da qual criou a série de guaches Contos Populares Portugueses. Três anos depois, prosseguindo com os seus estudos sobre contos de fadas em várias bibliotecas de Londres e Paris, criou onze obras para a exposição Arte Portuguesa desde 1910, dominada pelas colagens.

Retrato oficial de Jorge Sampaio enquanto Presidente da República Portuguesa, da autoria de Paula Rego, e patente na Galeria de Retratos Oficiais no Museu da Presidência

Durante a década de 80, começou a leccionar como professora convidada na Slade School of Fine Art. Regressando à pintura, mais livre e mais directa, retratou o mundo intimista e infantil, inspirado em dados reais ou imaginários, com narrativas zoomórficas pertencentes a um teatro de crianças de Victor Willing, através das figuras de um macaco, um leão e um urso, assim como inspirou-se na obra literária de George Orwell, "1984", criando o painel Muro dos Proles, com mais de seis metros de comprimento, onde estabeleceu um paralelismo com as figuras de Hieronymus Bosch. Pouco depois, deu uma viragem radical na sua obra com a série da menina e do cão, onde a ﬁgura feminina assumia claramente a liderança na acção, enquanto o cão era subjugado e acarinhado. A menina faz de mãe, de amiga, de enfermeira e de amante, num jogo de sedução e de dominação que continua em obras posteriores. Tecnicamente as ﬁguras ganham volume, o espaço ganha solidez e autonomia, a perspectiva cenográﬁca está montada. Ainda na mesma década, em 1987, Paula Rego assinou com a Galeria Marlborough Fine Art, ganhando divulgação internacional e dando entrada com obras da sua autoria nas colecções do Tate Museum e da Saatchi Collection. Um ano depois, com a morte do seu marido por esclerose múltipla, criou as obras O Cadete e a Irmã, A Partida, A Família e A Dança, expondo-as posteriormente na Gulbenkian e pela primeira vez nas Galerias Serpentine em Londres e no Museu de Serralves do Porto, e a colecção de gravuras em aguatinta Nursery Rhymes, sendo exposta em Lisboa pela Galeria 111 e posteriormente adquirida pelo Victoria and Albert Museum.
Durante a última década do século XX, a convite da primeira edição do programa Associate Artist Scheme da National Gallery, a pintora ocupou um atelier no museu, destacando-se desse período a obra Tempo – Passado e Presente (1990-1991) e a série de pinturas a pastel intitulada Mulher Cão (1994), que marcou o início de um novo ciclo de representações de mulheres simbólicas. De notar a importância da sua modelo e assistente Lila Nunes, que veio para Londres em 1985 para ajudar a tomar conta de Victor Willing. Lila torna-se no modelo mais importante da obra de Paula, tendo posado para centenas de obras, incluindo a série Mulher-Cão.
Apesar de viver no estrangeiro, a pintora que continuava atenta à situação política e social de Portugal, demonstrou o seu desagrado com o resultado do primeiro referendo ao aborto, realizado no país em 1997, com a obra Aborto (1997-1999), gerando o choque e abrindo novamente a discussão do tema na imprensa portuguesa. Anos mais tarde, na sequência do Ciclo da Vida da Virgem Maria que Paula Rego pintou para a Capela de Nossa Senhora de Belém, no Palácio Nacional de Belém, a convite do Presidente da República Jorge Sampaio, foi pedido à artista que realizasse o retrato oficial do presidente, rompendo com os cânones tradicionais do retrato presidencial, tal como já havia sido feito pelo seu predecessor Mário Soares ao ser retratado por Júlio Pomar. O Retrato oficial do Presidente Jorge Sampaio realizado em 2005, mas só revelado ao público em 2006, introduziu pela primeira vez uma mulher na galeria de pintores oficiais da Presidência da República.

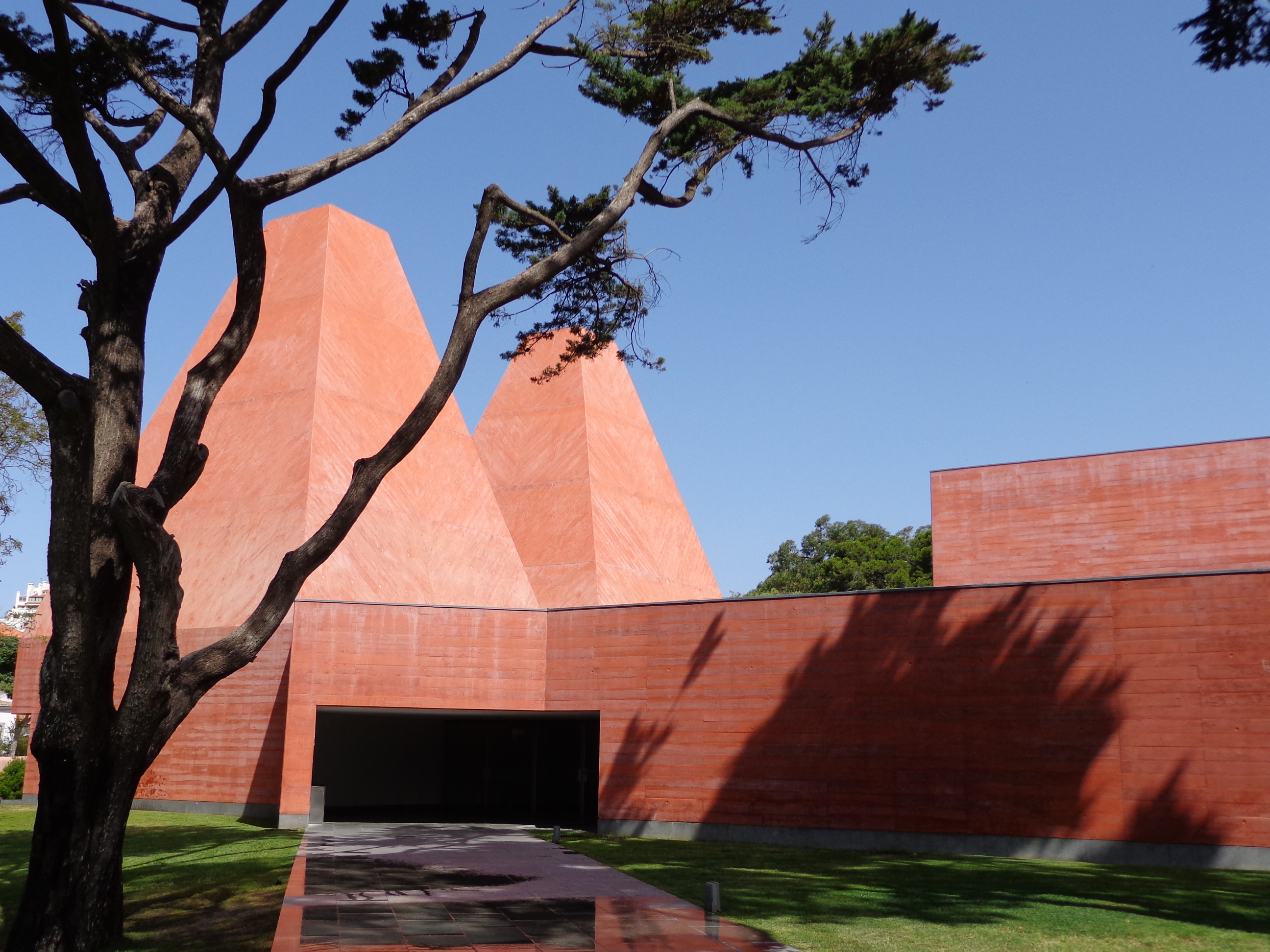
Casa das Histórias Paula Rego, Cascais, Portugal

Em 2006 foi convidada pelo Presidente da Câmara Municipal de Cascais, António Capucho, a expor em permanência a sua obra no concelho onde viveu grande parte da infância. Aceitando a proposta, Paula Rego indicou o nome de Eduardo Souto Moura para desenvolver o projecto e escolheu um dos terrenos que lhe foi apresentado, ao lado do Museu do Mar, como lugar do futuro museu, nascendo assim a Casa das Histórias Paula Rego, em Cascais, a 18 de setembro de 2009, com o intuito de acolher e promover a divulgação e estudo da sua obra.

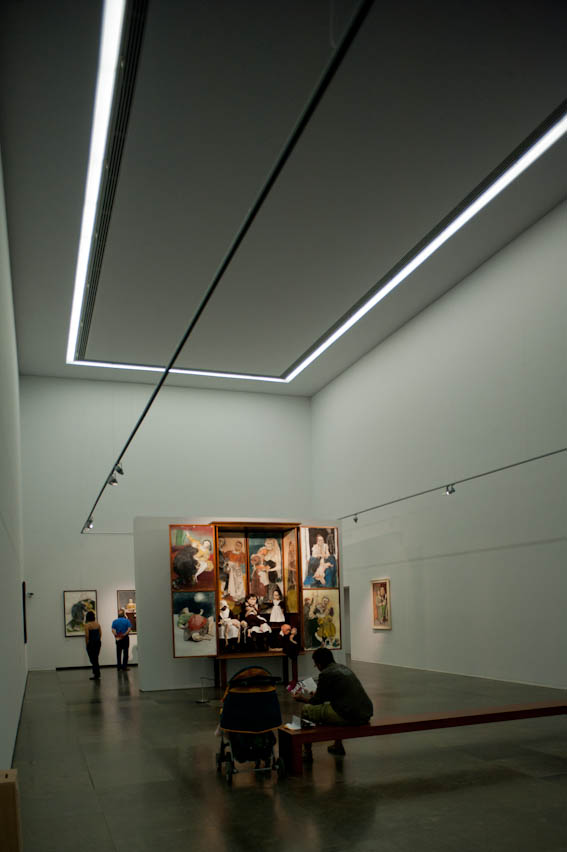
Casa Das Histórias Paula Rego, Cascais, Portugal

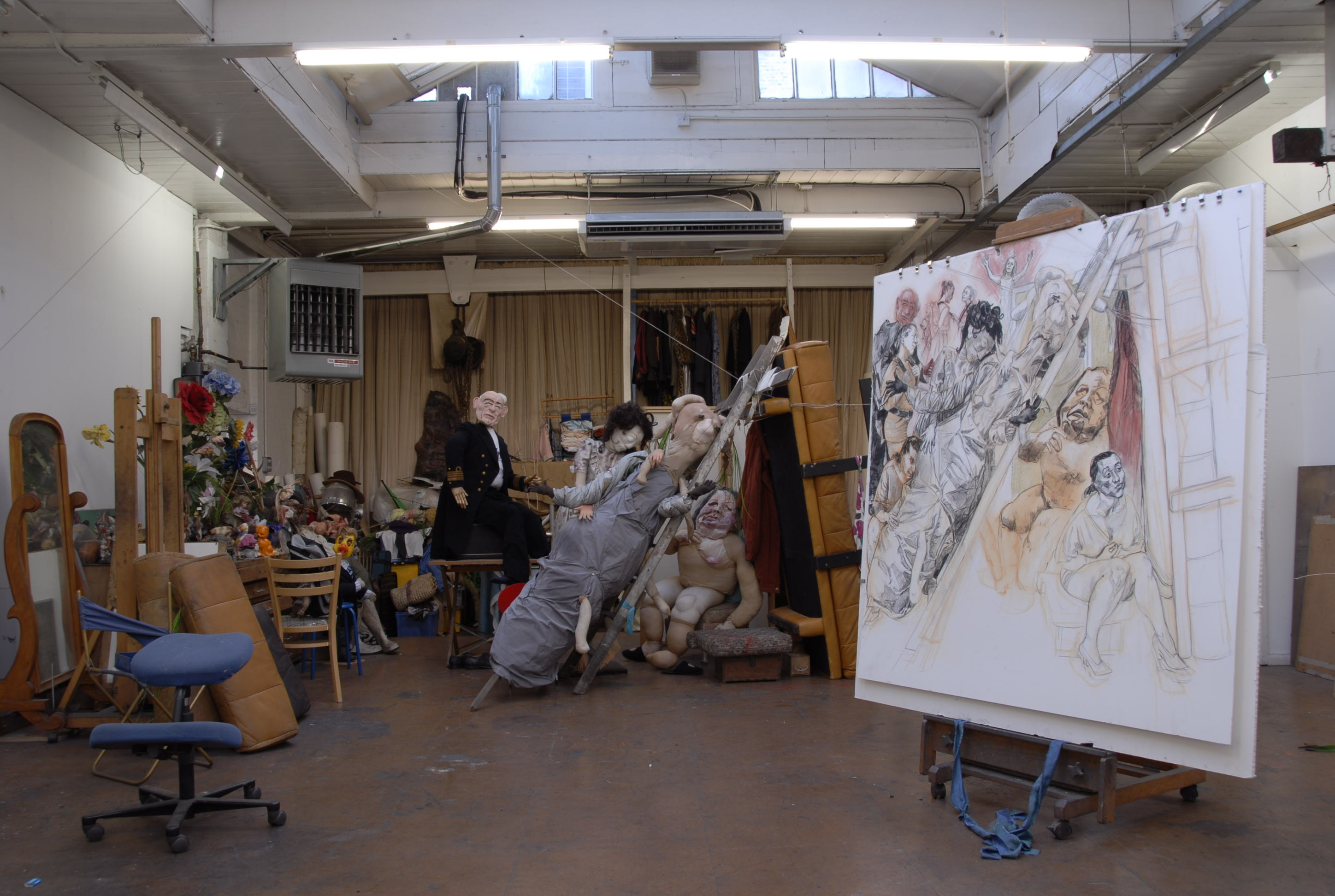
Estúdio de Paula Rego (2007)

A 7 de julho de 2012, apresentou uma série de pinturas inéditas, numa exposição em parceria com a artista portuguesa Adriana Molder, inspirada na narrativa histórica de Alexandre Herculano, intitulada “A Dama Pé-de-Cabra”, na Casa das Histórias em Cascais.
Lançado em 2017, Nick Willing, filho de Paula Rego, realizou o documentário "Paula Rego, Histórias e Segredos" (Paula Rego, Secrets & Stories), produzido pela Kismet Films para a BBC, com imagens de arquivo familiar e pessoal nunca antes mostradas ao grande público, revelando também o lado mais intimo da vida e obra da pintora portuguesa, que sem restrições aborda directamente temas como a sua luta contra o Estado Novo e a misoginia no mundo das artes assim como a sua batalha contra a depressão.
Em 2019, durante o ano de comemoração dos 30 anos de existência da Fundação de Serralves, uma nova exposição foi organizada no Museu de Arte Contemporânea de Serralves, no Porto, intitulada "O Grito da Imaginação", compreendendo a produção artística de Paula Rego entre 1975 e 2004, com um total de 36 obras. No ano seguinte, foi realizada uma exposição que reunia 115 obras da pintora ao lado de telas de Josefa de Óbidos em uma mostra intitulada "Paula Rego/Josefa de Óbidos: Arte Religiosa no Feminino" na Casa das Histórias, em Caiscais.
Em 2021, teve a sua maior retrospetiva de sempre no Reino Unido na Tate Britain, com mais de 100 obras.
Faleceu a 8 de junho de 2022, em Londres, com 87 anos de idade, tendo sido decretado luto nacional em Portugal. Encontra-se sepultada junto do marido no cemitério de Hampstead, em Londres.

## Homenagens e legado
Usufruindo do seu sucesso artístico desde os anos 90, a pintora recebeu o título de Mestre honoris causa em Arte pela Winchester School of Art em Hampshire (1992), Doutora honoris causa em Letras pela Universidade de St. Andrews, na Escócia (1999), Doutora honoris causa em Letras pela Universidade de East Anglia em Norwich (1999), Doutora honoris causa em Letras pela Rhode Island School of Design nos Estados Unidos da América (2000), Doutora honoris causa em Letras pelo The London Institute (2002), Doutora honoris causa em Letras pela Universidade de Oxford (2005), Doutora honoris causa em Letras pela Universidade de Roehampton em Londres (2005), Doutora honoris causa pela Faculdade de Belas-Artes de Lisboa (2011) e Doutora honoris causa em Letras pela Universidade de Cambridge (2015), para além de ter sido condecorada como Grande-Oficial da Ordem de Sant'Iago da Espada (1995), pelo Presidente da República Mário Soares, e com a Grã-Cruz da Ordem de Sant'Iago da Espada (2004), concedida pelo Presidente da República Jorge Sampaio, nomeada Dame Commander of the Order of the British Empire pela sua contribuição para as Artes (2010), pela Rainha Isabel II do Reino Unido, recebido a Medalha de Honra da cidade de Lisboa (2016) e a Medalha de Mérito Cultural do Governo Português (2019).
A par de Maria Helena Vieira da Silva, Paula Rego é a pintora portuguesa mais aclamada a nível internacional, estando colocada entre os quatro maiores pintores em Inglaterra.
Em 2021, foi considerada uma das 25 mulheres mais influentes do mundo pelo Financial Times.
Em 2022, o município de São João da Madeira, atribuiu o nome de Paula Rego à rua onde se situa o Centro de Arte Oliva.

## Leilões
- O quadro The Lesson foi vendido em leilão, arrematado por 596 881 euros em Londres, no dia 7 de julho de 2007 na leiloeira Christie's. Baying (em português "Uivando"), uma tela pintada a pastel datada de 1994, foi vendido por 740 599 euros (558 800 libras) no dia 27 de fevereiro de 2008 pela leiloeira Sotheby's em Londres.[25]
- A pintura The egyptian cats, ("Gatos egípcios", em tradução livre), um acrílico sobre papel colado em tela de 1982, foi arrematada na leiloeira Sala Branca, em Lisboa, por 280 mil euros, valor recorde nacional em leilões de obras da autora, em fevereiro de 2008. "Madrasta", foi vendido em 2007 em Portugal por 220 mil euros.
- O quadro Vivian Girls with Scorpions foi em 16 de outubro de 2009 arrematado num leilão na Sotheby's em Londres por 238 mil euros.[26]
- O quadro Looking Back ("Olhando para trás", em português), pintado em 1987 por Paula Rego foi arrematado por 769 250 libras (861 960 euros) em junho de 2011, batendo um novo recorde mundial para a artista.
- The Cadet and his Sister [O cadete e a irmã], um acrílico sobre papel em tela, de 1988, foi arrematado por 1 614 795 euros, um novo recorde da artista, em junho de 2015, num leilão da Sotheby's.[27]
- Um retrato da escritora e programadora de arte britânica Fiona Bradley, executado em 1997 foi em 15 de outubro de 2021 arrematado por 225 mil libras (266 mil euros) num leilão de arte contemporânea em Londres.[28]
- O quadro “School for Little Witches” de 2009 foi vendido em 2 de março de 2022 por 415 mil libras (500 mil euros), num leilão em Londres.[29]
- Em 13 de outubro de 2023, o painel “Avestruzes Bailarinas do filme ‘Fantasia’ de Walt Disney” foi leiloado pela leiloeira Christie’s em Londres por 3,5 milhões de euros, um novo recorde para uma obra da artista portuguesa.[30]

## Prémios e Distinções
Das distinções salientam-se:
- 2011 - recebeu o Doutoramento Honoris Causa da Universidade de Lisboa.[31]
- 2019 - recebeu a Medalha de Mérito Cultural do Governo de Portugal.[32][33]
- 2022 - foi agraciada, a título póstumo, com o grau de

Foi galardoada com vários prémios:
- 1954 - Prémio de Verão da UCL Slade School of Fine Art[34]
- 1971 - Grande Prémio Soquil
- 1984 - TWSA Touring Exhibition, Newlyn Arts Centre[35]
- 1987 - Prémio Benetton/Amadeo de Souza-Cardoso[36]
- 1998 - Prémio Bordalo[37]
- 1998 - Prémio AICA'97[38]
- 2001 - Prémio Consagração Celpa / Vieira da Silva Artes[39]
- 2013 - Grande Prémio Amadeo de Souza-Cardoso[36]
- 2019 - Prémio Carreira atribuído pela revista Harper's Bazaar[40]

## Condecorações
- Grande-Oficial da Antiga, Nobilíssima e Esclarecida Ordem Militar de Sant'Iago da Espada, do Mérito Científico, Literário e Artístico de Portugal (9 de junho de 1995).[41]
- Grã-Cruz da  Antiga, Nobilíssima e Esclarecida Ordem Militar de Sant'Iago da Espada, do Mérito Científico, Literário e Artístico de Portugal (13 de outubro de 2004).[41]
- Ordem do Império Britânico com o grau de Oficial, pela sua contribuição para as artes.[42][43]
- Grande-Colar da Ordem de Camões de Portugal (8 de junho de 2022).[41]